# Chim Chim Cher-ee
«Chim Chim Cher-ee» es una canción de la película Mary Poppins.  Fue originalmente interpretada por Dick Van Dyke y Julie Andrews, y también es usada en el musical de Mary Poppins de Cameron Mackintosh/Disney. La canción puede ser oída en la escena Mary Poppins de The Great Movie Ride en Disney's Hollywood Studios y durante el segmento Mary Poppins del musical Magical: Disney's New Nighttime Spectacular of Magical Celebrations en Disneyland.
La canción ganó el Óscar a la mejor canción original de 1964. En 2005, Julie Andrews incluyó esta canción como parte de su colección "Julie Andrews Selects Her Favorite Disney Songs."

## Composición
La canción fue escrita por Robert B. Sherman & Richard M. Sherman (los "Hermanos Sherman") quienes también ganaron un Oscar y un Grammy para la canción de Mary Poppins.

## Inspiración
La canción fue inspirada por uno de los dibujos de un deshollinador creado por Don DaGradi, el guionista de Mary Poppins.  Cuando preguntó sobre el dibujo de los hermanos Sherman, DaGradi explicó el antiguo folklore británico atribuido a los "limpiadores", y como estrechar la mano de uno de ellos podía traer buena suerte. En su tratamiento de 1961, los hermanos Sherman habían ya amalgamado muchos de los personajes de P. L. Travers en la creación de "Bert".  Su tema musical llegó a ser "Chim Chim Cher-ee".
En adición a la versión "estándar" de la canción donde Bert canta con los niños, él canta fragmentos de la canción para sí mismo en varios momentos, con diferentes versos dependiendo de la situación.

## Versiones
- John Coltrane en su álbum de 1965 The John Coltrane Quartet Plays.
- Bing Crosby (en su álbum de 1968 Thoroughly Modern Bing)
- Duke Ellington lanzó un álbum completo con las canciones de Mary Poppins, Duke Ellington Plays Mary Poppins.[2]
- El cuarteto Howard Roberts versionó esta canción en 1965.
- The New Christy Minstrels en su álbum de 1965 Chim Chim Cher-ee and Other Happy Songs
- Mrs. Miller en su primer álbum de Capitol Records Mrs. Miller - Greatest Hits.
- The Tinseltown Players en varios álbumes, incluyendo Chim Chim Charee & Other Kiddie Favorites
- Alvin and the Chipmunks en su álbum de 1969 The Chipmunks Go to the Movies
- Louis Armstrong en su álbum Disney Songs The Satchmo Way.[3]
- Rex Gildo, en alemán en 1965 Chim-Chim-Cheri
- Mannheim Steamroller en su álbum de 1999, Mannheim Steamroller Meets the Mouse.[4]
- Pete Doherty cantó en vivo esta canción en el festival Meltdown en 2007.
- Joe Pernice (como "Chim Cheree") en su álbum de 2009 It Feels So Good When I Stop.
- Esperanza Spalding en su álbum de 2010 Everybody Wants To Be A Cat.
- Plastic Tree en japonés en 2010 en su álbum V-Rock Disney[5]
- Turin Brakes como un sencillo en 2011,[6]
- En el álbum de 2013 Disney - Koe no Oujisama Vol.3, donde poarticipan actores de voz japoneses cantando canciones de Disney, esta canción ha sido versionada por Takuma Terashima.
- David Alan Grier en Amazon Women on the Moon.
- The Seldom Scene en el álbum Act3.[7]